# Nyctemera simplex
Nyctemera simplex là một loài bướm đêm thuộc phân họ Arctiinae, họ Erebidae.